# Petronio Probino (console 489)
Petronio Probino (latino: Petronius Probinus; fl. 489-512) è stato un politico romano durante il regno degli Ostrogoti.

## Biografia
Membro della gens Petronia, era figlio di Rufio Achilio Mecio Placido (console nel 481), aveva un figlio di nome Rufio Petronio Nicomaco Cetego (console nel 504) e una figlia, Blesilla. Era famoso per le sue capacità retoriche; ricevette una lettera da Magno Felice Ennodio.
Probino fu console nel 489. Insieme a Rufio Postumio Festo, sostenne il diritto di Laurenzio a sedere sul trono vescovile di Roma contro le pretese di Simmaco: nel 502 chiesero a Teodorico il Grande di sospendere Simmaco e di inviare un supervisore; tra questa data e il 505 causarono degli scontri tra partigiani e oppositori di Simmaco a Roma. Fu poi patricius dal 511 al 512.